# 埃德娜·聖文森特·米萊

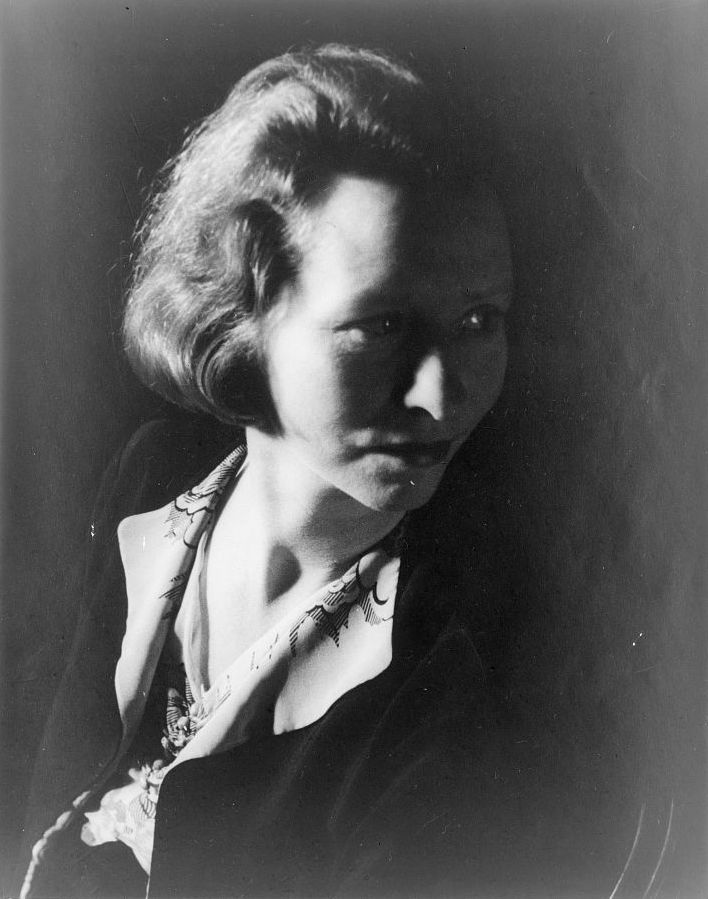
埃德娜·聖文森特·米萊，卡尔·范·韦克滕攝於1933年。

埃德娜·聖文森特·米萊（Edna St. Vincent Millay，1892年2月22日—1950年10月19日），美国抒情詩詩人，劇作家。是第三位獲得普利茲詩歌獎的女性。同時其放蕩不羈、波希米亞式生活，及許多她與男男女女的感情事也令她廣為人知。在她的散文都是以Nancy Boyd為筆名。

## 早期生活
米萊出生於美國緬因州洛克蘭，父親亨利（Henry Tollman Millay）是一位教師，日後升調教育廳長；母親科拉（Cora Lounella, Buzzelle）是一位護士。米萊的中名緣起出生前不久她叔叔在紐約聖文森特醫院獲救回一命。
1904年，由於亨利並未擔起養家的職責，米萊父母兩人經過幾年分居後正式離婚。由於錢銀周轉問題，科拉帶著三位女兒埃德娜，諾爾瑪和凱瑟琳穿州過市在親戚朋友間寄居。雖然家境貧窮，但科拉始終帶著滿箱古典文學，諸如威廉·莎士比亞，約翰·彌爾頓，並以帶愛爾蘭腔的口音讀給她的孩子聽，科拉教導她的女兒們要獨立和說出她們的想法。最後她們一家人安定在科拉阿姨在緬因州康頓鎮的小屋，就在這所簡樸的房屋中，米萊寫下了她第一首詩，展開她的文學生涯。
在康頓鎮高中，米萊開始為校刊《The Megunticook》撰稿並擔任主編，還在兒童刊物《聖尼古拉斯》發表了若干作品。值得一提的是，其中〈Camden Herald〉獲選為15歲以下現代文學文選。
後來，米萊憑〈再生〉（"Renascence"，1912年）獲得獎學金升讀弗沙學院，1917年畢業後搬到紐約市。

## 寫作生涯
在紐約期間，她居住在格林威治村莊，亦是在此時首次蜚聲美國。她於1923年憑《豎琴織工集》獲得普利茲詩歌獎。
第二次世界大戰期間，其聲譽因為她撰文支持同盟國於戰事的努力而備受抨擊。

## 私人生活
米萊是一個雙性戀者，在法薩爾大學的時期跟校內一些女生發生過關係。1921年初，她前往巴黎，遇上了雕刻家塞爾馬·伍德（Thelma Wood），兩人有過浪漫的關係。在格林威治村莊跟巴黎的那幾年，她跟一些男性有過關係，包括曾於1920年向米萊求婚失敗的文學評論家艾德蒙‧威爾森（Edmund Wilson）。
1923年，她與43歲的鰥夫波賽凡（Eugene Jan Boissevain）結婚。既是勞工律師又是隨軍記者的波賽凡十分支持米萊的工作，兩人住在紐約拿破崙的一個農舍。
米萊跟波賽凡的婚姻屬於開放婚姻，他們各自都有其他伴侶。而當時與米萊最出名的大概是比她年輕14歲的埃爾皮德亞·拉利洛（George Dillon），米萊曾在詩中數次提及他。另外，米萊跟拉利洛曾共同翻譯波德萊爾的《惡之花》（Les fleurs du mal）。
波賽凡於1949年死於肺癌。次年10月19日，米萊被發現死於家中樓梯，表面死因是跌倒造成頸骨折斷。

## 作品
米萊最廣為人知的短詩相信是《第一粒無花果》（"First Fig"，1920年）： 
My candle burns at both ends;

It will not last the night;

But ah, my foes, and oh, my friends--

It gives a lovely light!

我的蠟燭在兩頭燃燒 

它終究撐不到拂曉 

但我的敵人呀　朋友啊－ 

那燭光多麼妖嬈！
數學家們認為她的《只有歐幾里得見過赤裸之美》（"Euclid Alone Has Looked on Beauty Bare"，1923年）一詩表達出數學的美，或是對歐幾里得幾何崇高敬意。
此外，她最優秀作品亦可能是《再生》（"Renascence"）和《豎琴織工之歌》（"The Ballad Of The Harp-Weaver"）。
托馬斯·哈代曾經說過美國有兩大吸引人的：摩天大樓和埃德娜·聖文森特·米萊的詩。

## 外部連結
- Edna St. Vincent Millay at the Poetry Foundation （页面存档备份，存于）.
- Millay Society （页面存档备份，存于）.
- Works by Edna St. Vincent Millay at the Academy of American Poets （页面存档备份，存于）
- Selected Poetry of Edna St. Vincent Millay—Biography and 18 poems ("Ashes of Life", "The Betrothal", "Departure", "Dirge", "Ebb", "Feast", "First Fig", "[Four Sonnets 1922]", "Grown Up", "Humoresque", "Lament", "The Penitent", "Recuerdo", "Second Fig", "Sonnets 1923", "Sonnets from an Ungrafted Tree", "Sorrow", "Spring")
- Edna St. Vincent Millay的作品  - 古騰堡計劃
- Edna St. Vincent Millay  - 古滕堡分布式校对（加拿大）
- 互联网档案馆中埃德娜·聖文森特·米萊的作品或与之相关的作品
- 互联网档案馆中Edna St. Vincent Millay as Nancy Boyd的作品或与之相关的作品
- 來自埃德娜·聖文森特·米萊的LibriVox公共領域有聲讀物
- Archive and images at （页面存档备份，存于） the Smithsonian Institution.
- New York Times Obituary October 20, 1950 "Edna St. V. Millay Found Dead At 58" （页面存档备份，存于）. Accessed 2010-09-13
- Miriam Gurko-Floyd Dell Papers （页面存档备份，存于） at The Newberry Library
- Guide to the Edna St. Vincent Millay Collection （页面存档备份，存于） at Vassar College Archives and Special Collections Library
- Finding aid to Edna St. Vincent Millay papers, 1928–1941, at Columbia University. Rare Book & Manuscript Library. （页面存档备份，存于）